# 蒙蒂塞洛 (纽约州)
蒙蒂塞洛（Monticello）是美国纽约州沙利文县的一个村。 2010年人口普查时，人口为6,726人。 它是汤普森镇治和沙利文县治的所在地。 该村以托马斯·杰斐逊的住所命名。
蒙蒂塞洛村位于汤普森中部，毗邻纽约州道17号，蒙蒂塞洛是该县最大的村庄之一。